# Echiniscus dariae
Espèce
Echiniscus dariae est une espèce de tardigrades de la famille des Echiniscidae. 

## Distribution
Cette espèce est endémique du Costa Rica.

## Description
Echiniscus dariae mesure de 136,4 à 166,1 µm.

## Étymologie
Cette espèce est nommée en l'honneur de Daria Bajerlein.

## Publication originale
- Kaczmarek & Michalczyk, 2010 : The genus Echiniscus Schultze 1840 (Tardigrada) in Costa Rican (Central America) rain forests with descriptions of two new species. Tropical Zoology (Firenze), vol. 23, no 1, p. 91-106 (texte intégral).